# デンマーク音楽アカデミー
デンマーク音楽アカデミー（でんまーくおんがくあかでみー、英語: Royal Danish Academy of Music、公用語表記: Det kongelige danske musikkonservatorium）は、デンマーク・コペンハーゲンに本部を置くデンマークの音楽大学。1867年創立、1867年大学設置。

## 沿革・概要
1867年に作曲家のニルス・ゲーゼによって設立された。国内最古で最大の音楽教育機関で、現在の学生数は400人である。女王マルグレーテ2世が保護者を務める。

## 学長
- 1867年 - 1890年：ニルス・ゲーゼ
- 1890年 - 1899年：ヨハン・ペーター・エミリウス・ハートマン
- 1899年 - 1915年：オット・マリング
- 1915年 - 1930年：アントン・スヴェンセン（Anton Svendsen）
- 1930年 - 1931年：カール・ニールセン
- 1931年 - 1947年：ルドルフ・シモンセン
- 1947年 - 1954年：クリスチャン・クリスチャンセン（Christian Christiansen）
- 1954年 - 1955年：フィン・ヘフディング
- 1956年 - 1967年：クヌーズオーエ・リスエア
- 1967年 - 1971年：Svend Westergaard
- 1971年 - 1975年：Poul Birkelund
- 1976年 - 1979年：Friedrich Gürtler
- 1979年 - 1986年：Anne-Karin Høgenhaven
- 1992年 - 2007年：Steen Pade
- 2007年 - ：Bertel Krarup